# Lieja-Bastoña-Lieja 1920
La Lieja-Bastogne-Lieja 1920 fue la 10.ª edición de la clásica ciclista Lieja-Bastoña-Lieja. La carrera se disputó el domingo 6 de junio de 1920, sobre un recorrido de 245 km. El vencedor final fue el belga Léon Scieur, que se impuso a su compañero de fuga, el también belga Lucien Buysse. Jacques Coomans completó el podio.   

## Clasificación final
| Posición | Ciclista              | Equipo      | Tiempo   |
| -------- | --------------------- | ----------- | -------- |
| 1        | Léon Scieur           | La Sportive | 7h46'00" |
| 2        | Lucien Buysse         |             | s.t.     |
| 3        | Jacques Coomans       | La Sportive | a 4'20"  |
| 4        | Léon Despontin        |             | a 6'00"  |
| 5        | Firmin Lambot         | La Sportive | a 6'30"  |
| 6        | Léon Devos            |             | a 7'00"  |
| 7        | Leon Kindermans       |             | a 9'30"  |
| 8        | Victor Dethier        |             | a 14'30" |
| 9        | Arthur Van Branteghem |             | a 17'00" |
| 10       | Louis Budts           |             | a 17'50" |